# Linyphia triangularoides
Linyphia triangularoides là một loài nhện trong họ Linyphiidae.
Loài này thuộc chi Linyphia. Linyphia triangularoides được Ehrenfried Schenkel-Haas miêu tả năm 1936.